# 寒菊賞
寒菊賞（かんぎくしょう）は、岩手県競馬組合が水沢競馬場ダート1600mで施行する地方競馬の重賞競走である。格付けはM3。正式名称は「岩手日日新聞社杯 寒菊賞」。

## 概要
2002年に明け3歳牝馬限定の特別競走として創設された。創設時のコース・距離は水沢競馬場のダート1600mで、現在まで変更されていない。
2004年には施行時期が年末に移行して2歳戦となり、加えて出走条件が変更され牡・騸も出走可能となった。
2012年に重賞に格上げされ、2016年に岩手競馬の重賞格付け制度開始にともない、M3に格付けされる。
2023年現在、同じく年末の重賞・金杯の前哨戦に位置づけられており、上位3着までに入った馬に同競走の優先出走権が付与される。

### 条件・賞金等（2024年）
出走条件
サラブレッド系2歳、岩手所属
負担重量
別定。55kg、牝馬1kg減を基本に、格付賞金600万円以上900万円未満は1kg、同900万円以上は2kgの負担増となる。
賞金等
1着300万円、2着105万円、3着60万円、4着39万円、5着21万円、着外手当1万5000円。
優先出走権付与
3着以上の馬に金杯の優先出走権が付与される。
副賞
岩手日日新聞社賞、奥州市長賞、開催執務委員長賞。

## 歴史
- 2002年 - 明け3歳牝馬限定の特別競走として創設。1月に施行された。
- 2004年 - 施行時期が年末に移行し2歳戦となり、あわせて牡騸出走可能に条件変更。
- 2012年 - 重賞に格上げ。JRA認定競走となる。
- 2016年 - 重賞格付け制度開始にともないM3に格付けされる。
- 2024年 - 積雪の影響により開催取り止め。

### 歴代優勝馬
重賞昇格以後。全てダートコースで施行。
| 回数   | 施行日         | コース | 距離  | 優勝馬             | 性齢 | 所属 | タイム | 優勝騎手 | 管理調教師 | 馬主       |
| ------ | -------------- | ------ | ----- | ------------------ | ---- | ---- | ------ | -------- | ---------- | ---------- |
| 第11回 | 2012年12月15日 | 水沢   | 1600m | ロックハンドパワー | 牡2  | 水沢 | 1:42.1 | 村上忍   | 菅原勲     | 千葉浩     |
| 第12回 | 2013年11月15日 | 水沢   | 1600m | ラブバレット       | 牡2  | 水沢 | 1:41.1 | 齋藤雄一 | 菅原勲     | 内山一郎   |
| 第13回 | 2014年12月13日 | 水沢   | 1600m | スペクトル         | 牡2  | 盛岡 | 1:43.4 | 山本政聡 | 櫻田浩三   | 山本武司   |
| 第14回 | 2015年12月13日 | 水沢   | 1600m | イチダイ           | 牡2  | 水沢 | 1:42.6 | 菅原俊吏 | 板垣吉則   | 中村博亮   |
| 第15回 | 2016年12月11日 | 水沢   | 1600m | ベンテンコゾウ     | 牡2  | 水沢 | 1:43.4 | 村上忍   | 菅原勲     | 大久保和夫 |
| 第16回 | 2017年12月10日 | 水沢   | 1600m | チャイヤプーン     | 牡2  | 水沢 | 1:42.8 | 村上忍   | 千葉幸喜   | 大久保和夫 |
| 第17回 | 2018年12月10日 | 水沢   | 1600m | パンプキンズ       | 牡2  | 水沢 | 1:45.9 | 菅原俊吏 | 伊藤和忍   | 山中元夫   |
| 第18回 | 2019年12月9日  | 水沢   | 1600m | グランコージー     | 牡2  | 盛岡 | 1:43.2 | 鈴木祐   | 櫻田康二   | 布施慶士   |
| 第19回 | 2020年12月14日 | 水沢   | 1600m | リュウノシンゲン   | 牡2  | 水沢 | 1:40.3 | 坂口裕一 | 菅原勲     | 簑島竜一   |
| 第20回 | 2021年12月14日 | 水沢   | 1600m | クロールキック     | 牡2  | 水沢 | 1:40.8 | 山本聡哉 | 千葉幸喜   | 佐野幸一郎 |
| 第21回 | 2022年12月13日 | 水沢   | 1600m | セイレジーナ       | 牝2  | 水沢 | 1:45.1 | 高橋悠里 | 板垣吉則   | 金田成基   |
| 第22回 | 2023年12月10日 | 水沢   | 1600m | レッドオパール     | 牝2  | 水沢 | 1:42.5 | 山本聡哉 | 菅原勲     | 村上聡藏   |
| 第23回 | 2024年12月16日 | 水沢   | 1600m | 中止               | 中止 | 中止 | 中止   | 中止     | 中止       | 中止       |

#### 各回競走結果の出典
- 寒菊賞 歴代優勝馬 - 地方競馬全国協会
- JBISサーチ
  - 2012年、2013年、2014年、2015年、2016年、2017年、2018年、2019年、2020年、2021年、2022年、2023年